# Stefan Kobel
Pour les articles homonymes, voir Kobel.
Stefan Kobel, né le 13 février 1974 à Winterthour (Suisse), est un joueur de beach-volley suisse, désormais retraité.

## Palmarès

### Jeux olympiques d'été
- Médaille de bronze en 2004 à Athènes (Grèce) avec Patrick Heuscher

### Championnats du Monde
- Pas de performance significative

### Championnats d'Europe
- Médaille d'argent en 2005 à Moscou (Russie) avec Patrick Heuscher
- Médaille de bronze en 2004 à Timmendorfer Strand (Allemagne) avec Patrick Heuscher
- Médaille de bronze en 2006 à La Haye (Pays-Bas) avec Patrick Heuscher